# Tử chiến Trường Thành (nhạc phim)
Tử chiến Trường Thành: Album Nhạc nền điện ảnh  là nhạc phim của bộ phim cùng tên. Công trình nhạc phim được sáng tác bởi Ramin Djawadi và phát hành vào ngày 16 tháng 12 năm 2016 tại Trung Quốc. Nhạc phim được phát hành vào ngày 17 tháng 2 năm 2017 trên toàn thế giới. Phiên bản Vinyl được dự kiến phát hành sau đó vào tháng 3 năm 2017.

## Danh sách bản nhạc
Tất cả bản nhạc soạn bởi Ramin Djawadi.
| STT              | Nhan đề                                                                                                   | Thời lượng |
| ---------------- | --- | ---------- |
| 1.               | "Vô Ảnh Cấm quân"                                                                                         | 4:26       |
| 2.               | "Mở đầu"                                                                                                  | 1:49       |
| 3.               | "Một dãy thành"                                                                                           | 3:45       |
| 4.               | "Trường thành"                                                                                            | 4:29       |
| 5.               | "Trận chiến đầu tiên"                                                                                     | 7:38       |
| 6.               | "Anh hùng sa cơ"                                                                                          | 1:38       |
| 7.               | "Khởi đầu thuận lợi"                                                                                      | 2:27       |
| 8.               | "Bất tương như"                                                                                           | 3:17       |
| 9.               | "Long thành Phi tướng"                                                                                    | 1:33       |
| 10.              | "Ra biên ải (Xuất tái)" (Nguyên tác: (thơ) Vương Xương Linh. Trình bày: Triệu Mục Dương, Vương Lực Hoành) | 1:29       |
| 11.              | "Ngờ vực"                                                                                                 | 3:01       |
| 12.              | "Sương và lửa"                                                                                            | 3:00       |
| 13.              | "Tham" | 1:56       |
| 14.              | "Kẻ ngu và kẻ cắp"                                                                                        | 3:15       |
| 15.              | "Phát hiện mới"                                                                                           | 2:53       |
| 16.              | "Nạn ở Biện Lương"                                                                                        | 3:43       |
| 17.              | "Song Hạc lâu"                                                                                            | 4:19       |
| 18.              | "Vận anh hùng"                                                                                            | 3:27       |
| 19.              | "Tín nhiệm"                                                                                               | 3:55       |
| 20.              | "Duyên phận một cây cầu" (Trình bày: Vương Lực Hoành, Đàm Duy Duy)                                        | 4:26       |
| Tổng thời lượng: | Tổng thời lượng:                                                                                          | 66:26      |